# Михалёвка (Лоевский район)
Михалёвка (бел. Міхалёўка) — деревня в Уборковском сельсовете Лоевского района Гомельской области Беларуси.
В результате катастрофы на Чернобыльской АЭС подверглась радиационному загрязнению и отнесена к категории населённых пунктов с правом на отселение.
Кругом лес. Дубрава Михалёвка, находящаяся рядом с деревней, является памятником природы местного значения.

## География

### Расположение
В 17 км на северо-запад от Лоева, 60 км от железнодорожной станции Речица (на линии Гомель — Калинковичи), в 79 км от Гомеля.

## Транспортная сеть
Транспортные связи по просёлочной, затем автомобильной дороге Брагин — Холмеч. В 80-е годы через Михалёвку ежедневно утром и вечером курсировал автобус по маршруту Уборки — Лоев. Планировка состоит из криволинейной улицы, ориентированной с юго-востока на северо-запад, к которой с востока присоединяются 2 короткие (одна прямолинейная, вторая криволинейная) улицы. Застройка двусторонняя, неплотная, деревянная, усадебного типа.

## История
По письменным источникам известна с XIX века как селение в Холмечской волости Речицкого уезда Минской губернии. В 1850 году владение помещицы Рудеевской. В 1930 году организован колхоз имени В. М. Молотова, работали 2 кузницы. Во время Великой Отечественной войны оккупанты в 1943 году сожгли 52 двора и убили 4 жителей. В боях за деревню и окрестности в октябре 1943 года погибли 496 советских солдат в их числе Герой Советского Союза В. И. Куликов (похоронены в братских могилах на восточной и северной окраинах). Согласно переписи 1959 года в составе колхоза имени В. И. Ленина (центр — деревня Уборок). Располагались: отделение связи, библиотека, фельдшерско-акушерский пункт, начальная школа, магазин, баня, молочная ферма, клуб, пилорама, зернохранилище.
На окраине деревни располагалась пчелиная пасека.

## Население

### Численность
- 1999 год — 43 хозяйства, 78 жителей.

### Динамика
- 1850 год — 8 дворов.
- 1897 год — 18 дворов 140 жителей (согласно переписи).
- 1908 год — 21 двор, 253 жителя.
- 1940 год — 82 двора, 213 жителей.
- 1959 год — 372 жителя (согласно переписи).
- 1999 год — 43 хозяйства, 78 жителей.

## Достопримечательность
- Братская могила[1]